# 阿福韦生
阿福韦生（INN：afovirsen）是一种能够与人乳头瘤病毒mRNA反义相互作用的寡核苷酸。它已被研究作为诊断和治疗的工具。

## 核酸序列
阿福韦生由20个核酸序列组成：
ttgcttccat cttcctcgtc